# Onthophagus wallacei
Onthophagus wallacei es una especie de insecto del género Onthophagus, familia Scarabaeidae, orden Coleoptera.
Fue descrita científicamente por Harold en 1871.